# Troglomorfismo

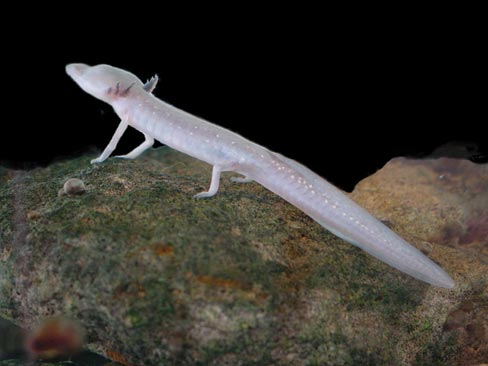
Eurycea rathbuni

Troglomorfismo é o conjunto de adaptações morfológicas, fisiológicas e ecológicas que animais foram selecionados para melhor se adaptarem a vida em escuridão, principalmente em ambientes de caverna.
Algumas características como perda de pigmentação, perda parcial ou total da visão (com até mesmo a não mais existência de olhos).